# Gildeskål
Gildeskål este o comună din provincia Nordland, Norvegia.